# Řepčice (Třebušín)
Řepčice je vesnice, část obce Třebušín v okrese Litoměřice v Ústeckém kraji. Nachází se asi 1,5 kilometru severozápadně od Třebušína. V roce 2011 zde trvale žilo 56 obyvatel.

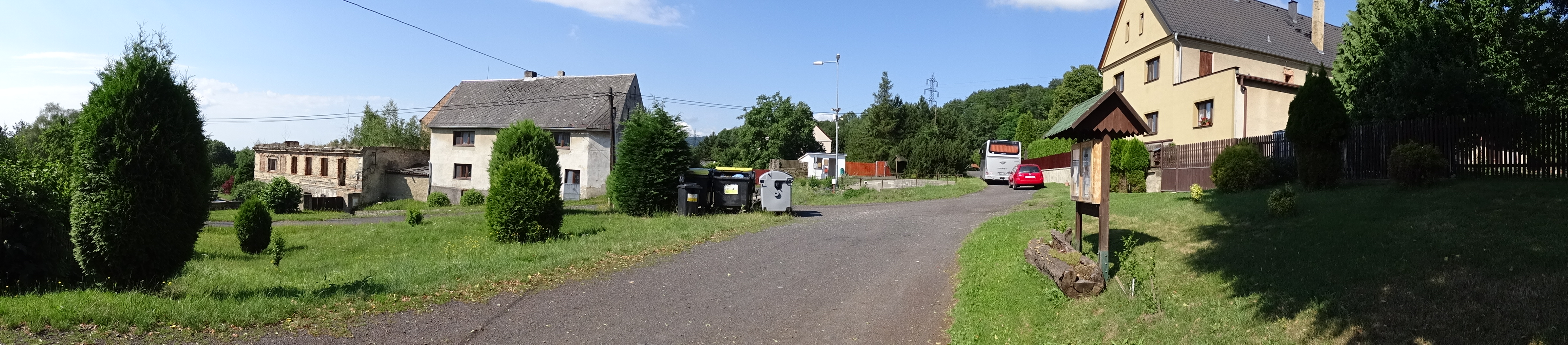
Panorama středu obce

Řepčice je také název katastrálního území o rozloze 4,76 km².

## Historie
První písemná zmínka o Řepčicích pochází z roku 1407, kdy vesnice patřila k býčkovické komendě nebo k liběšickému panství. U něj je doložena ještě v roce 1549. Po třicetileté válce ve vsi podle berní ruly z roku 1654 stálo 21 usedlostí, z nichž jedenáct bylo selských a dvě pusté. V sedmnáctém století byla vesnice rozdělena na dva díly. Menší patřil ke křešickému statku, zatímco větší k zahořanskému panství.
Ve druhé polovině dvacátého století poklesl počet obyvatel a vesnice získala především rekreační charakter. Ačkoliv bylo ve vsi postaveno několik nových domů, ráz svažité návsi s lichoběžníkovým půdorysem nebyl významně ovlivněn. Podél jejích delších stran se soustředila zástavba jednotlivých usedlostí, na které navazovala paprsčitá záhumenicová plužina.

## Přírodní poměry

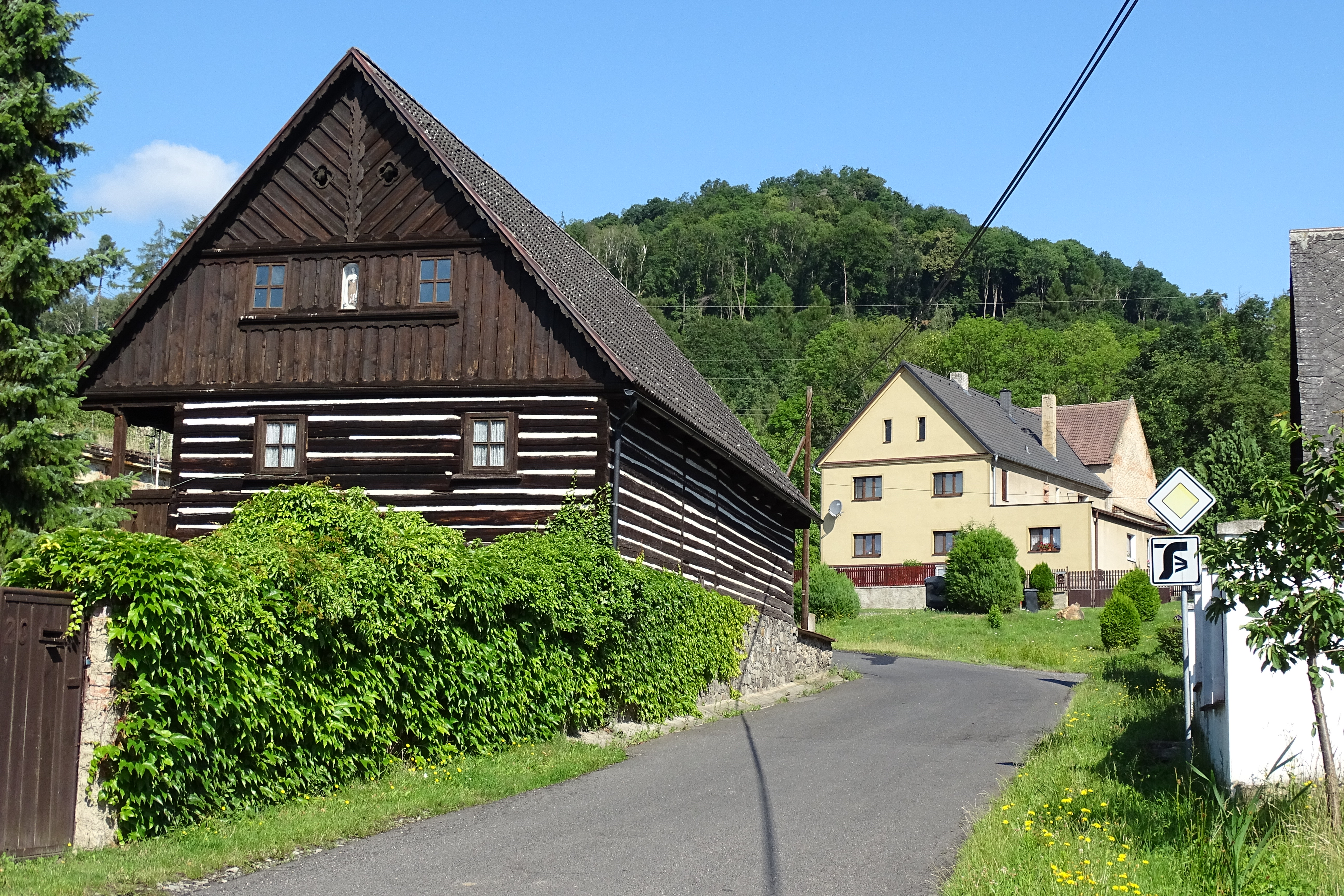
Zemědělská stavení s vrchem Panna

Řepčice bývaly evropsky proslulou mineralogickou lokalitou, o níž se mimo jiné zajímal i Johann Wolfgang Goethe. V dnes již zaniklých malých tefritových lomech na jihozápadním okraji obce se nacházely až třicet centimetrů velké dutiny, vyplněné především klencovými krystaly minerálu chabazitu (Ca2Al4 Si8O24 · 12H2O). Vyskytovaly se zde i jiné minerály, například fakolit, dále aragonit, opál nebo kalcit.

## Obyvatelstvo
| | 1869 | 1880 | 1890 | 1900 | 1910 | 1921 | 1930 | 1950 | 1961 | 1970 | 1980 | 1991 | 2001 | 2011 |
| --- | ---- | ---- | ---- | ---- | ---- | ---- | ---- | ---- | ---- | ---- | ---- | ---- | ---- | ---- |
| Obyvatelé                                                                                                   | 268  | 222  | 242  | 226  | 210  | 200  | 203  | 102  | 129  | 66   | 63   | 44   | 56   | 56   |
| Domy | 42   | 42   | 44   | 46   | 47   | 47   | 41   | 34   | .    | 19   | 19   | 16   | 19   | 24   |
| Tabulka obsahuje údaje osady Všeradiště a počet domů z roku 1961 je zahrnut v domech místní části Třebušín. |      |      |      |      |      |      |      |      |      |      |      |      |      |      |

## Pamětihodnosti

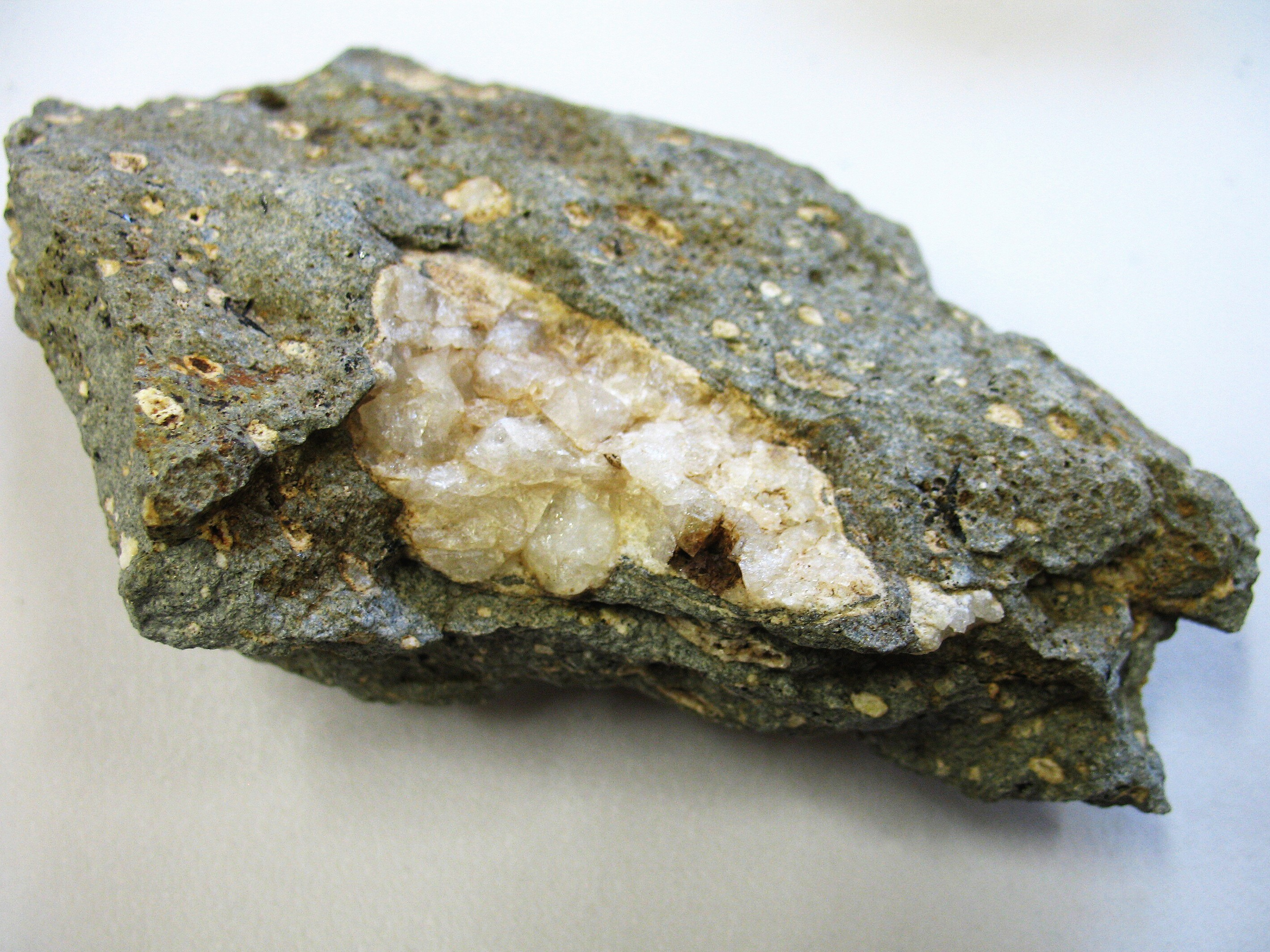
Krystaly chabazitu v sodalitickém tefritu z Řepčic

Dominantou katastrálního území vsi je vrch Panna se skromnými pozůstatky stejnojmenného hradu. Kromě nej je památkově chráněna také usedlost čp. 12. Stojí na východním konci návsi. Obytný dům má zděné přízemí a roubené patro se zapuštěnou pavlačí. Štít je zakryt trojetážovou lomenicí s vyřezávanou balustrádou, čímž usedlost řadí mezi nejvýstavnější dřevěné domy Litoměřicka.
Mezi památky lidové architektury patří také dům čp. 17, jehož přední část je roubená a první patro stojí na vyřezávané podstávce. Původní hospodářské stavení v areálu usedlosti bylo přestavěno na rekreační chalupu. Roubené patro s pavlačí má také dům čp. 20 a dům če. 339 (dříve čp. 11). Další usedlosti jsou převážně zděné, byť dům čp. 16 má v zadní části hrázděnou komoru. Mezi dochované stavby patří některé hospodářské budovy, jako je stodola se sušárnovým polopatrem u domu čp. 12.

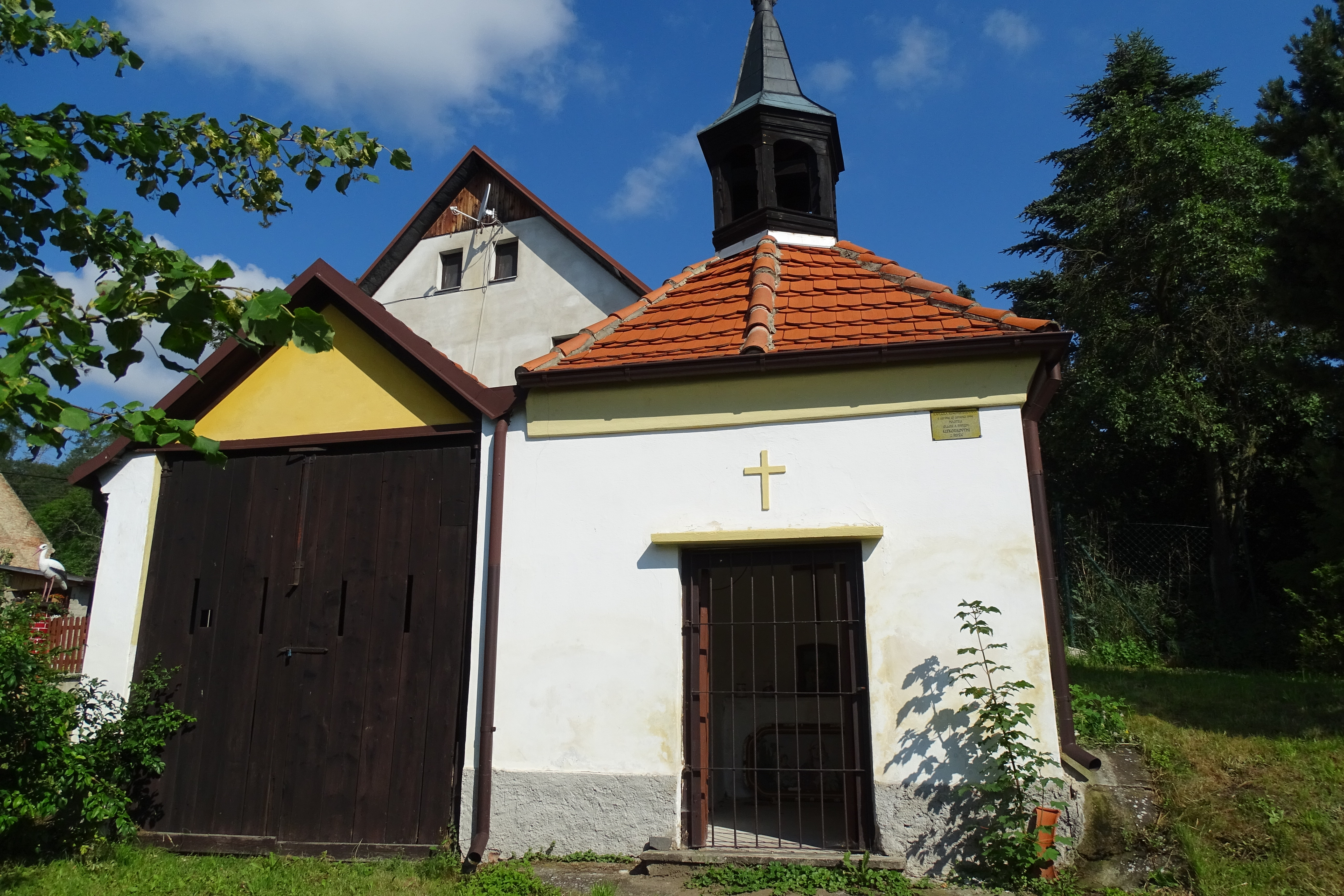
Řepčice kaplička s bývalou požární zbrojnicí

Trojici kulturních památek doplňuje litinový kříž s kamenným podstavcem a datací 1849.